# 杨柳青站
杨柳青站，建于1910年，位于天津市西青区杨柳青镇，距离北京站162公里，距离上海站1301公里。车站由北京局集团天津车务段管理，现为三等站，目前办理客运业务，货运仅办理专用铁路货运业务。

## 历史
杨柳青站随津浦铁路于1910年11月20日建成通车，当时站内设有3.5条股道，包括一条正线、一条上行列车到发线、一条下行列车到发线和半条货物装卸线。1950年车站将原货物线延长，1955年又新建一条货物线:772。
至1977年，车站站场设有6条股道。货场面积16万平方米，内设有6条货物线、3座仓库和4座货物站台。1980年车站新建候车室一座:772。
2007年，杨柳青站老站房被列入天津十大不可移动文物。
2009年5月，由于天津西站扩建工程开始，杨柳青站成为天津西站的临时站。为此车站于2009年1月停办客运，将原1站台改造为高站台以承接动车组列车，同时利用原货运站台新建第三客运站台，并在既有站房侧增建临时候车室2375平方米、站台雨棚20350平方米和进站天桥一座。改造后原候车厅作为动车组专用候车室。
2012年1月，改造后的天津西站普速场投用，原杨柳青站25列列车不再停靠本站，但仍有保留数趟列车。

## 车站结构
杨柳青站目前使用的站房建于1980年，内设售票室、候车室和站务室，其中候车室面积1032平方米。另外车站仍旧保留1910年建成的老站房，是原津浦铁路天津至德州区间仅存的5座原建筑之一。老站房为德式建筑，面积375平方米，为砖木结构:772。老站房外立面呈“口”字形，屋面盖红色筒瓦并开有天窗，正面设有四间木制月台，两侧开拱券式券门。
杨柳青站站场位于弯道上，设有6条股道:772，3座站台。其中1站台为基本站台，2站台为中间站台，紧贴上行正线；3号站台建于2009年，为高站台，3座站台间设有天桥连接。此外车站设有通往河北石油集团廊坊石油有限责任公司杨柳青分公司和天津蒙达实业有限公司的专用线。

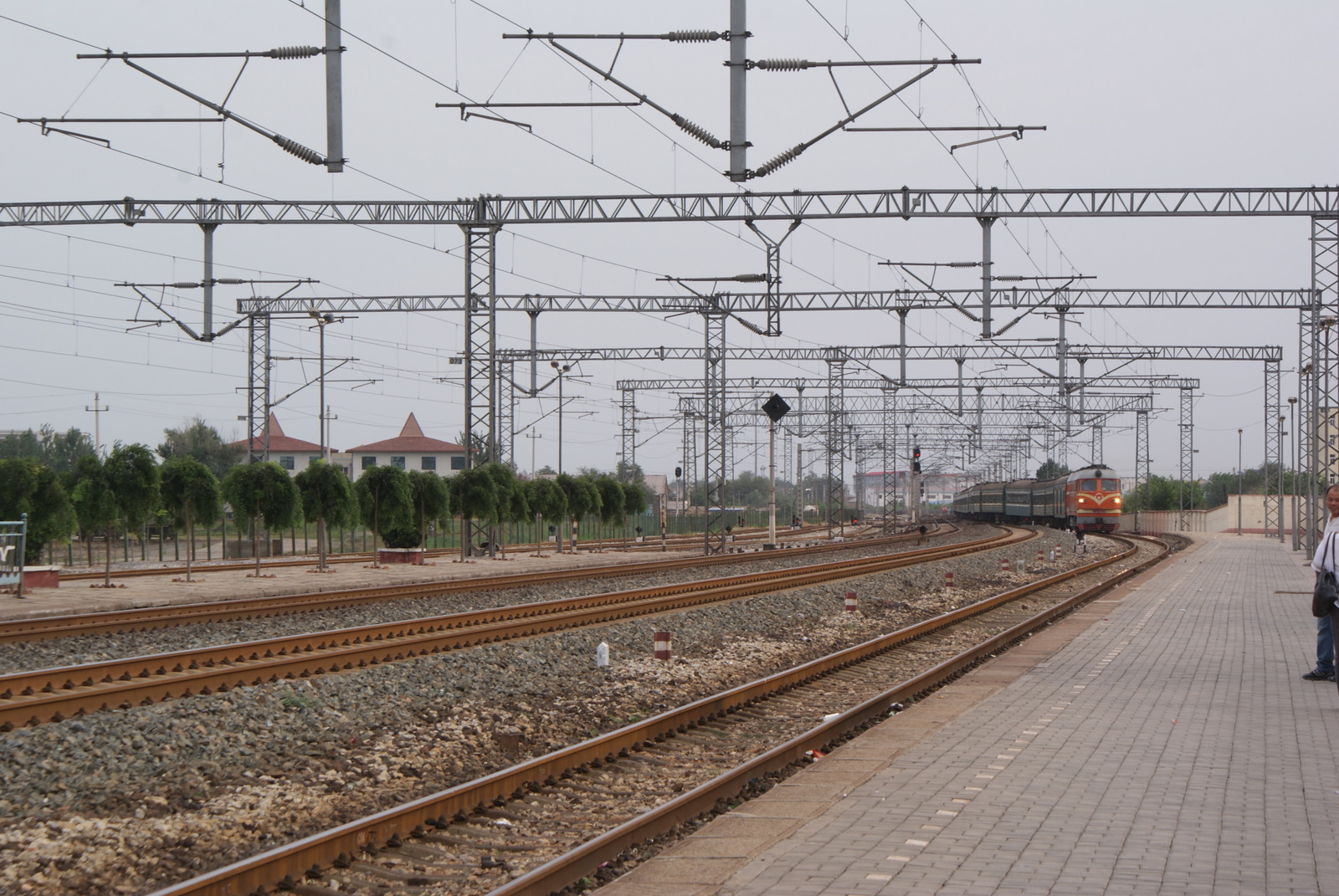
杨柳青站站台

| 侧式站台 |                                 |
| 3站台    | 京沪铁路 往北京方向（曹庄站）   |
| 正线     | 京沪铁路 列车                   |
| 2站台    | 京沪铁路 往北京方向（曹庄站）   |
| 岛式站台 |                                 |
| 正线     | 京沪铁路 上行列车通过线         |
| 正线     | 京沪铁路 下行列车通过线         |
| 1站台    | 京沪铁路 往上海方向（周李庄站） |
| 侧式站台 |                                 |

## 旅客列车目的地
| 列车所属路局 | 站点         |
| ------------ | ------------ |
| 北京局集团   | 北京、西安   |
| 济南局集团   | 北京丰台     |
| 上海局集团   | 合肥         |
| 沈阳局集团   | 宁波、沈阳北 |
| 哈尔滨局集团 | 温州         |

## 文化遗产
2013年3月，车站老站房以“杨柳青火车站”的名义被天津市人民政府列为第六批天津市历史风貌建筑。2013年1月5日，建筑以“杨柳青火车站”的名义被天津市人民政府公布为第四批天津市文物保护单位。